# Creatina
La creatina, ácido α-metil guanido-acético, es un ácido orgánico nitrogenado que se encuentra en los músculos y células nerviosas de algunos organismos vivos. Se puede obtener tanto de manera natural como de manera artificial como suplemento. Es una molécula compuesta de los aminoácidos arginina, metionina y glicina. Se sintetiza de forma natural en el hígado, el páncreas y en los riñones a partir de los aminoácidos arginina, glicina y metionina a razón de un gramo de creatina por día. Constituye un vector inmediato y directo para transportar ATP y proveer de energía a las miofibrillas musculares.
Fue identificada en 1832 cuando el químico francés Michel Eugène Chevreul descubrió un componente del sistema músculo esquelético al que identificó con el nombre griego kreas que significa carne.
La creatina se emplea como suplemento dietético especialmente en la práctica de algunos deportes que exigen esfuerzos anaeróbicos repetidos, debido a sus propiedades ergogénicas.
También se ha mostrado eficaz en el tratamiento de la sarcopenia.[cita requerida]

## Historia

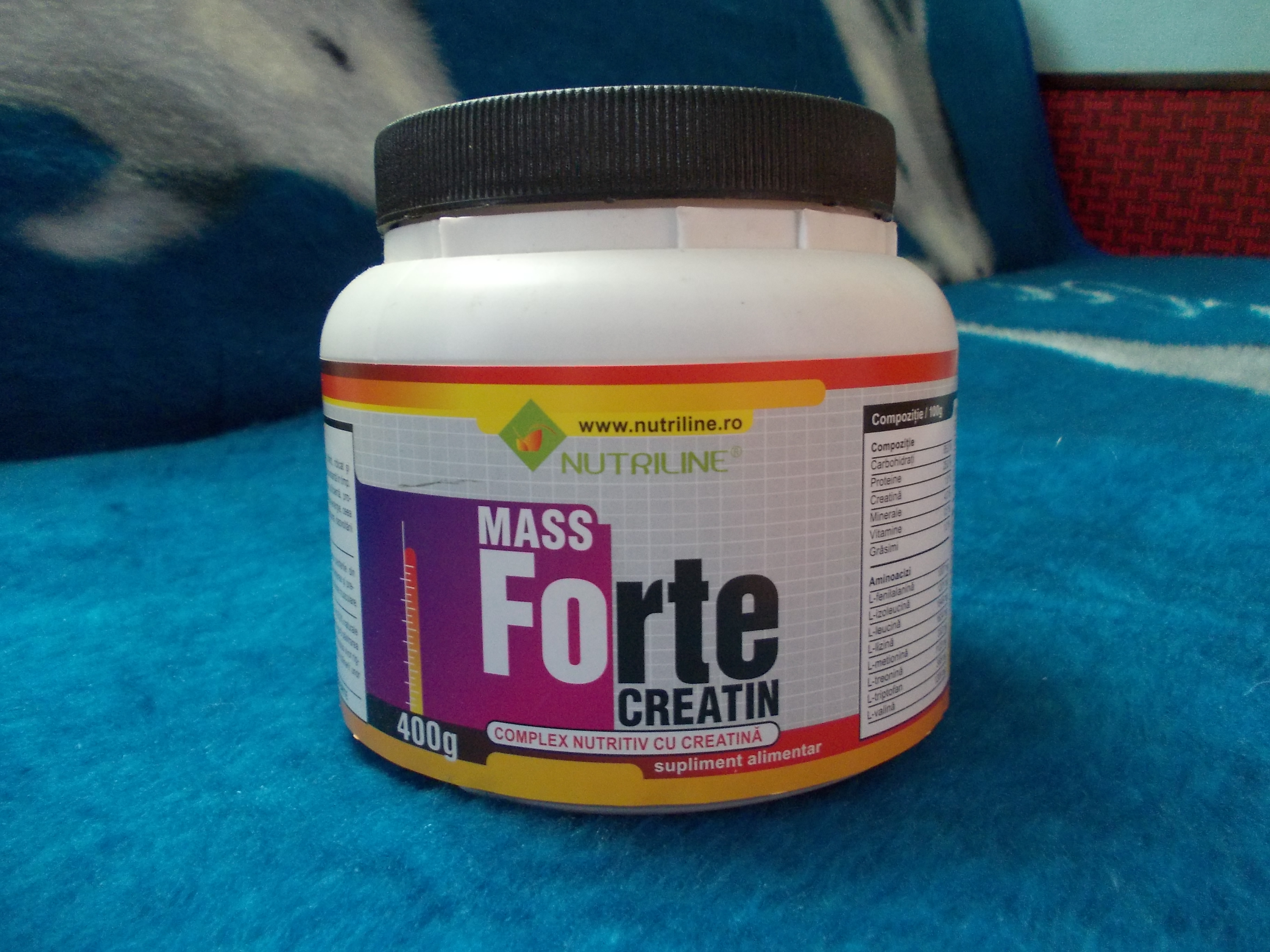
Suplemento alimenticio con creatina

La creatina fue descubierta en 1832 por el químico francés Michel Eugène Chevreul. En 1847, Lieberg concluyó que su acumulación en el cuerpo está directamente involucrada en la producción de trabajo muscular; la investigación la realizó analizando el contenido de creatina en músculos de zorros salvajes y comparándolos con el contenido de creatina de los zorros domésticos, comprobando que había 10 veces más en los que vivían activos que los que eran poco activos. En general fueron los atletas de la Unión Soviética los primeros en emplear la creatina como suplemento en el deporte en la década de 1960. Los Juegos Olímpicos de Atlanta 1996 fueron denominados los "creatine games" ("juegos de la creatina") debido a la gran cantidad de medallas logradas. A pesar de ello, la creatina no figura entre las sustancias prohibidas por el Comité Olímpico Internacional.
11

## Biosíntesis
La creatina es una reserva de grupos fosfato la cual facilita la contracción muscular, esta se biosintetiza en el cuerpo humano, principalmente en el riñón y el hígado, a partir de L-arginina, glicina y L-metionina. Se transporta en la sangre para uso de los músculos. Aproximadamente el 95% de la creatina total del cuerpo humano se encuentra en el músculo esquelético.
En los seres humanos y animales, aproximadamente la mitad de la creatina almacenada se consume  de los alimentos.
La enzima AGAT (L-arginina:glicina amidinotransferasa, (EC 2.1.4.1) es una enzima mitocondrial  responsable de catalizar el primer paso limitante de la biosíntesis de la creatina, y se expresa sobre todo en el riñón y páncreas. La segunda enzima implicada en la biosíntesis de la creatina es la GAMT, (Guanidinoacetato N-metiltransferasa, EC:2.1.1.2 EC:2.1.1.2), primariamente expresada en el hígado y el páncreas. Existen deficiencias genéticas en la ruta de biosíntesis de la creatina que dan lugar a diferentes defectos neurológicos graves.

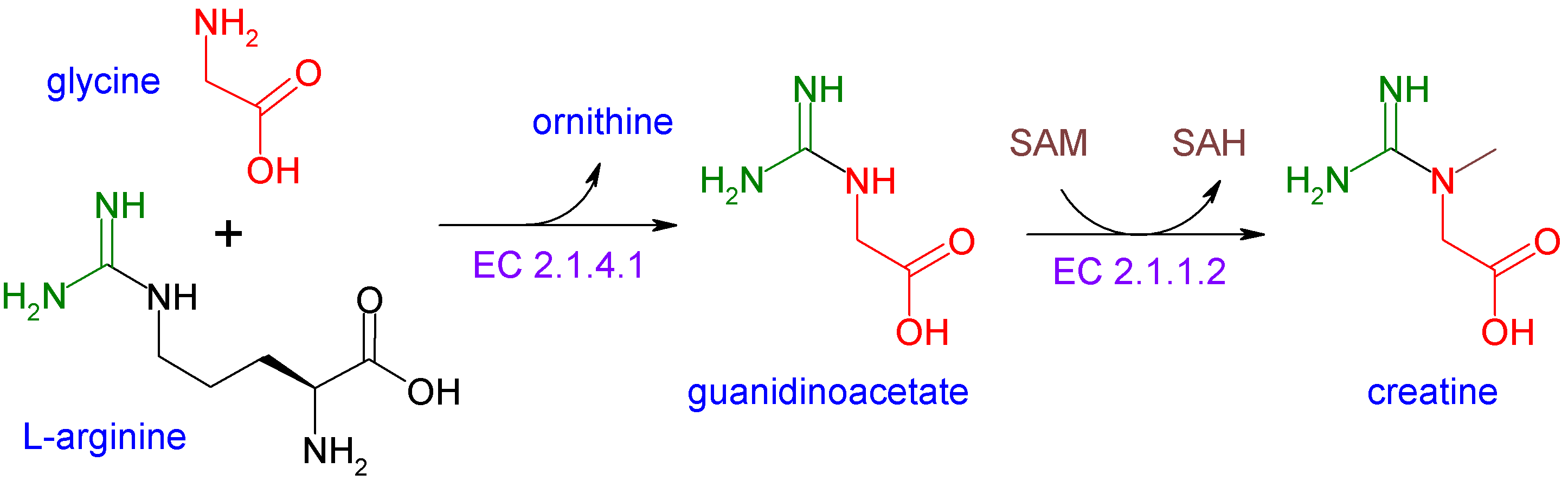
Ruta de biosíntesis de la creatina
Arg - Arginina; GATM - Glicina amidinotransferasa; GAMT - Guanidinoacetato N-metiltransferasa; Gly - Glicina; Met - Metionina; SAH - S-adenosil homocisteina; SAM - S-adenosil metionina.El código de colores es el siguiente: enzimas, coenzimas y fragmento de Met, sustratos, fragmento de Gly, fragmento de Arg

## Función
Gran parte de la creatina se almacena en todos los músculos del cuerpo (alrededor del 90%), se sabe que un adulto que tenga 70 kg de peso corporal posee cerca de 120 g de creatina. La finalidad del almacenamiento es la creación, junto con el fósforo, de la fosfocreatina (PCr), proceso en el que consume ATP. Está presente en las células musculares de los vertebrados, así como de algunos invertebrados, junto con la enzima creatina quinasa. Los músculos no son capaces de sintetizar la creatina y es por esta razón por la que la toman del torrente sanguíneo. La fosfocreatina constituye la fuente inmediata y directa para regenerar ATP (Adenosín trifosfato) un constituyente energético de las células musculares. Un sistema energético similar basado en la arginina/fosfoarginina opera en muchos animales invertebrados por similitud vía la acción de la arginina quinasa, a estos sistemas se los denomina sistemas fosfagénicos. Una de las funciones de la creatina es la de regular el pH mediante disoluciones tampón en las células.
La presencia de este almacén de reserva mantiene los niveles del ATP/ADP (necesarios para desarrollar energía muscular rápidamente) tan altos como para actuar en caso de demanda de energía muscular anaeróbica urgente. Tales 'almacenes', en forma de fosfato, de energía metabólica se presentan en forma de fosfocreatina o fosfoarginina y se conocen como fosfágenos. Además, existe la presencia de zonas específicas subcompartimentadas en la célula en las que existe la creatina quinasa, enzima que provoca el cambio de fosfocreatina a creatina liberando ATP en el ciclo creatina-fosfocreatina, un sistema de transporte intracelular de energía desde los lugares donde se genera el ATP (mitocondria y la glicólisis) a aquellos lugares donde realmente se necesita y se consume, por ejemplo en los miofibrilos de las contracciones musculares, en el retículo sarcoplasmático (SR) para bombear calcio y en los lugares donde haya una necesidad de consumo anaeróbico de ATP.
Los niveles tanto de fosfocreatina como de ATP en la célula se encuentran en equilibrio, aunque el entrenamiento de alta intensidad como el uso de suplementos dietéticos que contienen creatina hacen que exista en algunos casos un incremento significativo de las concentraciones de creatina intracelular. Una gran parte de la creatina generada por el organismo es transportada a través de la sangre hacia los diferentes tejidos como pueden ser: cerebro, hígado, testículos, riñones y muy especialmente a la masa muscular, que suele absorber y almacenar entre un 95% al 98% del total de la creatina en dos tipos de compuestos: la creatina libre (se compone aproximadamente de un 40% del total de la creatina muscular) y de la creatina fosforilada o fosfocreatina (cerca de un 60%). Los tejidos que más creatina absorben son: las fibras musculares de contracción rápida (fibras Tipo II), los espermatozoides y las células fotorreceptoras de la retina. La cantidad de creatina en el cuerpo disminuye con el avance de la edad. Los estudios realizados acerca de la cantidad de creatina en el cuerpo según el género no muestran evidencias científicas acerca de la diferencia.

### Función en el ejercicio anaeróbico
Estudios realizados sobre atletas anaeróbicos han mostrado que el ejercicio agota las reservas de creatina y fosfocreatina a los 5-10 segundos, este límite no está claro y existe controversia ya que otros experimentos realizados indican que puede llegar hasta los 20-30 segundos. Lo que sí es cierto que ningún estudio muestra límites superiores al minuto.
El bajo nivel de fosfocreatina es causado por el consumo de las reservas de ATP en los músculos debido al ejercicio anaeróbico y esto tiene como causa final la fatiga muscular y la imposibilidad de poder realizar el ejercicio hasta que se reponga el mismo. El consumo de suplementos de creatina provoca (según los estudios de los propios distribuidores de creatina) que las reservas de fosfocreatina no se agoten tan rápidamente y pueda mantenerse el período de trabajo anaeróbico durante un período mayor.
En esfuerzos anaeróbicos de alta intensidad y repetidos que suelan durar más de 5 segundos, pudiendo llegar hasta 20 s o incluso 30 s, los niveles de ATP se mantienen relativamente altos (no descienden más del 40% o 60% respecto a sus valores iniciales), sin embargo la fosfocreatina desciende notablemente pudiendo quedar casi agotada. La creatina se transporta en el sistema en la sangre gracias a una proteína transportadora dependiente del sodio (Na+) y del cloro (Cl-) denominado: Crea T (muy similar a la dopamina).

### Función en el ejercicio aeróbico
Los estudios científicos realizados sobre la ingesta de creatina en los deportistas aeróbicos muestran que existen pocos efectos ergogénicos en el desarrollo y prestaciones de estos deportes. La razón de esto es que la demanda y consumo de energía metabólica ya no depende de la creatina, sino de otras fuentes: lípidos o consumo de glucógeno. Es por esta razón por la que se activan otros mecanismos que no necesitan de la creatina: glucólisis aeróbica. Los estudios no muestran evidencias en la mejora del VO2 máx, aunque existen experiencias acerca de la posible relación entre las reservas de glucógeno y la administración de creatina en deportistas de maratón.

## Usos dietéticos

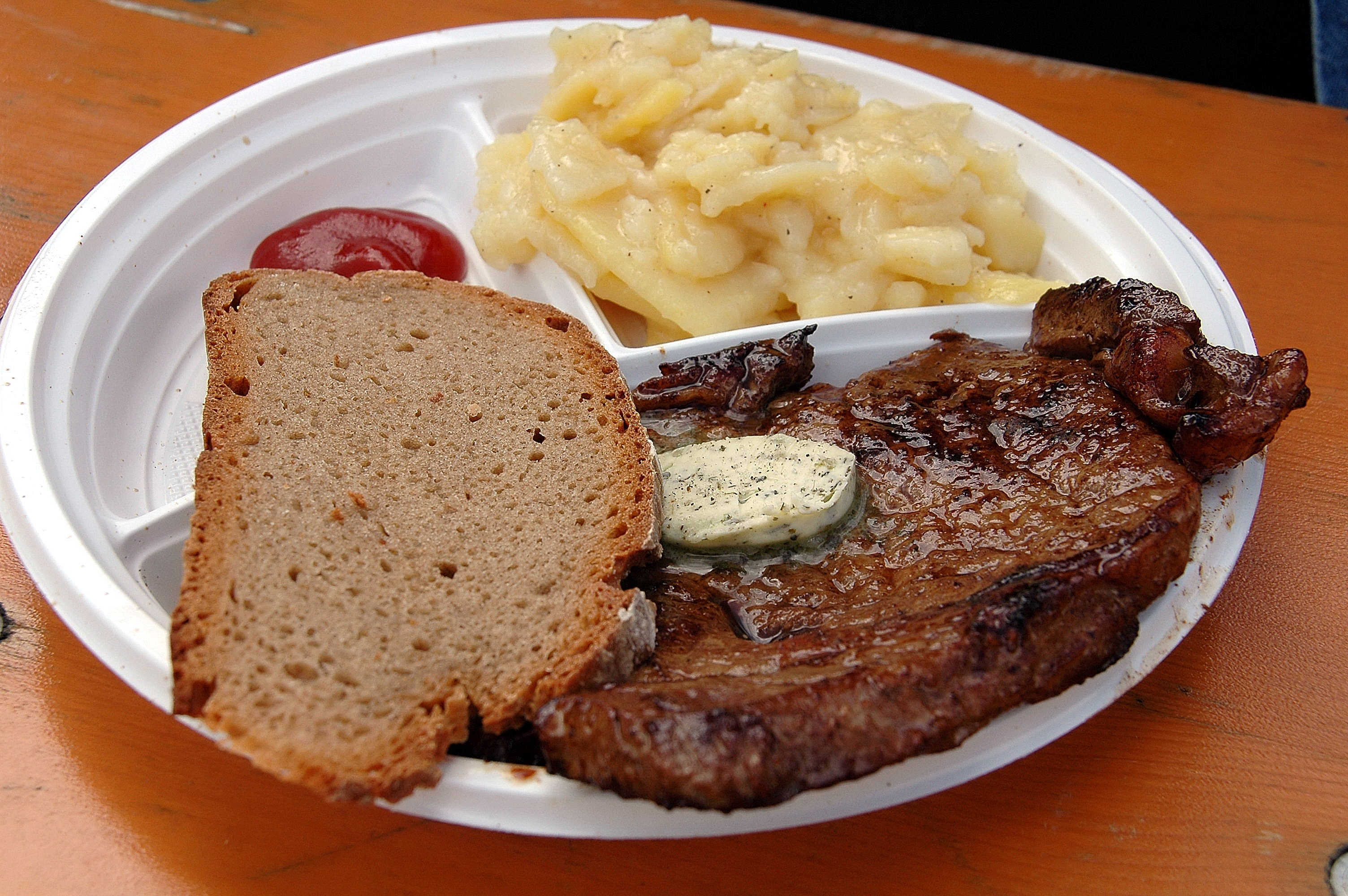
Una dieta basada en carne puede aportar creatina.

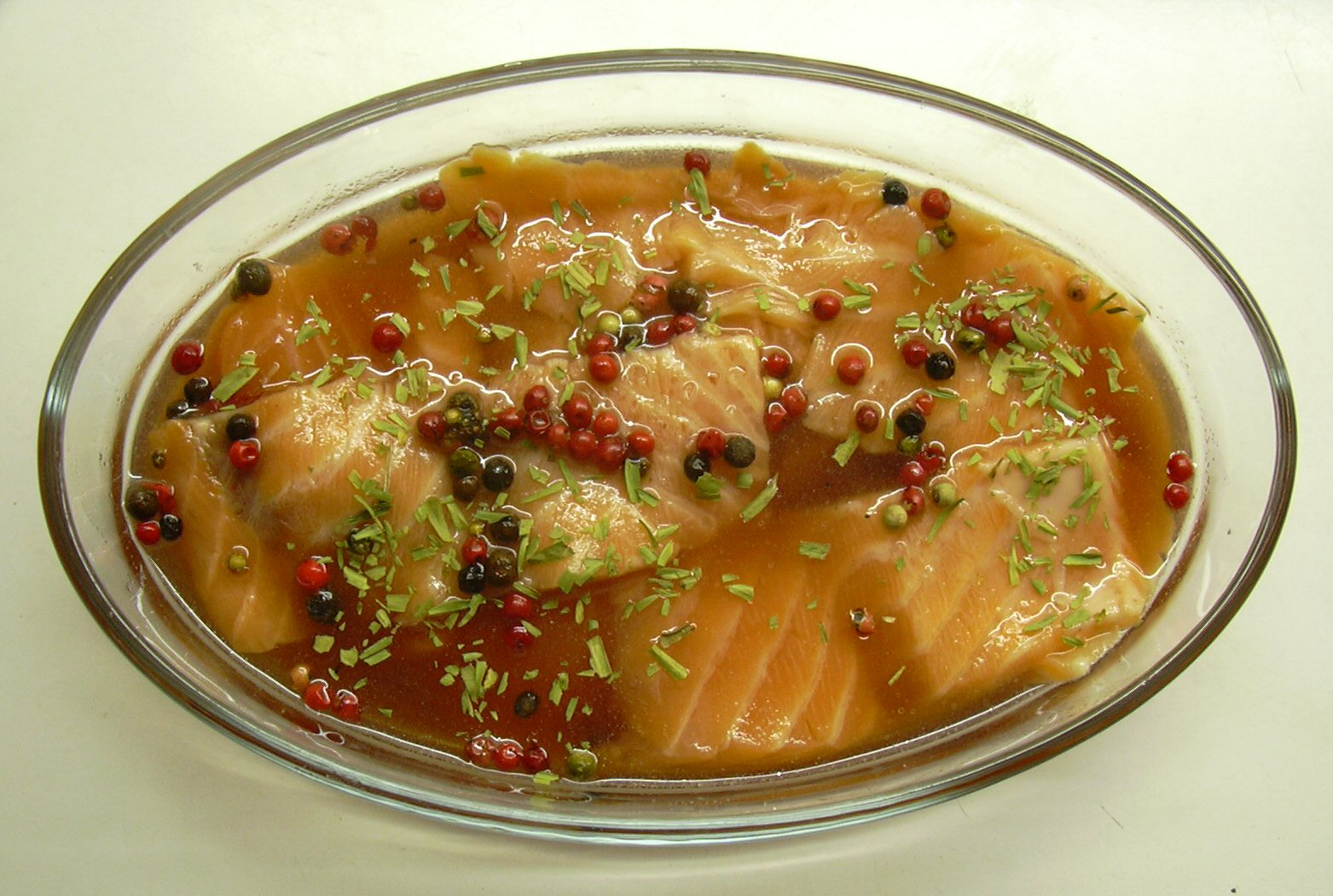
El salmón es una fuente abundante de creatina natural (en la imagen una marinada de salmón).

La creatina también se encuentra presente de forma natural en alimentos como la carne (fundamentalmente en el pescado: ejemplos son el arenque y el salmón), los productos lácteos y el huevo. Puede encontrarse en algunas verduras pero en cantidades muy pequeñas. También se comercializa en forma de suplemento dietario, sobre todo en dietas que buscan un aumento del músculo. Por sus funciones relacionadas con la resíntesis de ATP en el músculo ante esfuerzos de origen anaeróbico de elevada intensidad y corta duración, la suplementación con creatina es muy utilizada por deportistas. Se ha comprobado que un nivel apropiado de creatina libre en la masa muscular del organismo facilita la reposición y conservación de la fosfocreatina. Una persona metaboliza aproximadamente un 1.2% de la creatina que almacena, es decir que un deportista de 70 kg que ronda una cantidad de 120 a 140 g de creatina en su cuerpo, libera aproximadamente dos gramos de creatina. Las pérdidas se compensan con una dieta adecuada.
El transporte de ATP a las células se puede potenciar mediante la ingesta simultánea de aminoácidos (la taurina, por ejemplo) o bien de hidratos de carbono, que elevan el índice glucémico y estimulan positivamente la secreción de insulina que a su vez estimula la captación de creatina por los tejidos. Se han realizado investigaciones sobre la captación de la creatina mediante la insulina que muestran gran efectividad durante las 28 horas tras el ejercicio. Esa efectividad va disminuyendo a medida que pasan las 24 horas.
Se ha demostrado que la vitamina E mejora de igual forma la capacidad de transporte de la creatina a los músculos. La única forma de saturar la concentración de creatina en sangre (en una concentración que puede oscilar entre 50 a 100 micromoles/L) es mediante la ingesta de un suplemento nutricional que contenga una elevada concentración de creatina pura, de tal forma que durante un período pueda realizar una 'carga' en los músculos.
Una buena estrategia de dosificación en las ingestas de suplementos puede permitir un incremento de los almacenes de creatina entre un 10% y un 30%. La creatina entendida como suplemento culturista puede ser consumida en cualquier momento del día, únicamente la cafeína en altas dosis puede afectar su absorción por lo que se recomienda no tomarla ni con café ni con bebidas que contengan la cafeína, a pesar de ello las investigaciones realizadas sobre este aspecto no han sido contundentes. No obstante se ha podido comprobar en diferentes experimentos que no todas las personas tienen la misma capacidad de absorber por igual la creatina, llegando a existir incluso sujetos insensibles a la misma (los sujetos más sensibles pudieron llegar a lograr aproximadamente un incremento de masa muscular de 2 kg). No obstante se ha demostrado que la absorción de creatina es muy superior en los sujetos con pocos niveles de creatina antes de la suplementación, como pueden ser los vegetarianos.

## Usos deportivos
Una de las razones más importantes del auge de este suplemento entre los deportistas es que aumenta su capacidad para realizar ejercicio de alta intensidad y de recuperarse en lapsos cortos y con ejercicios de potencia. De esta manera logran mejores entrenamientos, y por tanto, mayor rendimiento. Todo esto depende de la actividad deportiva que practique. La creatina es adecuada para velocistas o culturistas, cuyo entrenamiento implica periodos de fuerza cortos e intensos. También favorece a los baloncestistas y futbolistas, quienes necesitan recuperarse de esfuerzos intensos y recuperarse rápidamente de la fatiga.
La creatina permite entrenar con mayor intensidad, mejorar la recuperación muscular, mejorar la capacidad anaeróbica, mejorar la voluminización muscular e incluso mejorar la función cerebral. No todos los deportistas necesitan creatina, pues este suplemento ofrece mejor ayuda a los deportes anaeróbicos que requieren periodos de fuerza cortos e intensos (levantamiento de pesas), y a los que producen alto desgaste físico y requieren pronta recuperación (fútbol, baloncesto, rugby). Entonces deportes aeróbicos como las carreras de fondo, se cree que la creatina podría ser beneficiosa para aumentar el límite de lactato y facilitar la recuperación rápida, pero no necesariamente es así.
La creatina requiere agua para su almacenamiento, por lo tanto, si se aumentara la cantidad de creatina se incrementa la difusión de agua hacia el músculo, por lo que el aumento de músculo a base de creatina es en parte gracias a la retención de agua. En un 20% de casos, los deportistas que han tomado creatina apenas han aumentado sus reservas, lo cual podría ser debido a que tienen pocas fibras de contracción rápida, que son las que absorben más creatina; o a que ya tenían un nivel alto de reservas antes de empezar a tomar la suplementación. En los deportistas de carreras de fondo, quienes poseen fibras de absorción lenta de creatina no tiene sentido que consuman este suplemento.
Su uso en el deporte es aparentemente beneficioso debido a las potenciales ganancias de fuerza y músculo derivadas de la capacidad para realizar mayores esfuerzos. Su administración no debe superar  los 0,1 gramos de creatina por kilogramo de peso corporal y día según la mayoría de fuentes.

### Protocolo
Es de fundamental importancia que las dosis consumidas de creatina sean correctas ya que los efectos de la creatina dependen directamente del incremento de creatina total intramuscular, por lo tanto se deben buscar estrategias para expandir los depósitos musculares de creatina lo más rápido posible. No es cuestión de consumir excesivas cantidades ya que el organismo no puede utilizarlas y las excreta por la orina, siendo además perjudicial las dosis. Los excesos de creatina no se absorben por el organismo y sobrecargan inútilmente la función renal. La forma tradicional de administración de la suplementación de creatina implica dos fases: una inicial de 'carga' (que puede rondar los cinco o seis días) seguida de una fase de 'mantenimiento' (no mayor de dos meses), seguida de una fase de 'descanso' similar a la de mantenimiento. Se han empleado métricas de dosificación en función de la masa corporal, en las que mencionan 0,25 g/kg/día (es decir un cuarto de gramo por kilogramo de peso corporal en dosis diarias) son cantidades que muestran una mayor eficiencia de captación de creatina durante la fase de carga, mientras que en la fase de mantenimiento debiera aplicarse una sola dosis que sea la cuarta parte de la empleada en la fase de carga. No obstante, no hay puesta en común de las cifras ya que otros autores mencionan 0,1 g/kg/día en la fase de mantenimiento mientras que en el periodo de carga se han utilizado dosis superiores al cuarto de gramo/kg llegando a 0,35 g/kg/día. Depende del objetivo del deportista, cuando este desee un incremento de peso corporal rápido se debe hacer una fase de carga seguida por una de mantenimiento, mientras que cuando se tiene como objetivo mejorar la eficiencia metabólica se recomienda emplear una dosis única al menos durante un mes. Cuando se administra la creatina a un ritmo de 20 g/d durante varios días se puede decir casi un 30% de la creatina administrada se absorbe durante los dos días iniciales, pero este porcentaje disminuye hasta un 15% desde el segundo al cuarto día. Tras el cese de la ingesta de creatina se necesita aproximadamente de treinta días para volver a retornar los valores en sangre previos a la suplementación.
La creatina no se comercializa en estado puro debido a la inestabilidad que ofrece y por esta razón es habitual encontrarla como un monohidrato: monohidrato de creatina (la molécula de agua proporciona estabilidad), en forma de polvo. Existe creatina para administrar por vía intravenosa, pero solo se emplea en las operaciones cardíacas. No obstante es posible ver en el mercado otras formas de creatina como puede ser la creatina citrato y la fosfocreatina. La diferencia entre estas presentaciones de la creatina se centra en la concentración del compuesto ya que la cantidad de creatina que tiene la molécula contiene un 88% de creatina, la creatina citrato un 40 % y la fosfocreatina un 62,3 %. La creatina que se administra de forma pura debe disolverse completamente en líquidos tales como agua, jugo de frutas o té. Debe ser consumida inmediatamente después de ser preparada, dada su baja estabilidad en el agua. Las ingestas pueden hacerse durante las comidas principales ya que los niveles de insulina están en niveles altos y se favorece la absorción de la misma. Se recomienda asegurar un elevado consumo de agua. La administración oral de dosis de creatina de entre 1 a 10 g ha dado un tiempo máximo de hasta 2 h para alcanzar su máxima concentración en sangre, mientras que con dosis superiores el tiempo para alcanzar el pico de máxima concentración plasmática llega a ser de más de 3 horas. Algunas compañías venden los productos de creatina con cantidades de dextrosa, así como vitamina E y taurina para facilitar su absorción.
Se aconseja realizar la carga si no se viene tomando habitualmente y luego seguir la fase de mantenimiento hasta 3 a 4 meses como máximo. Luego se debe cortar el consumo y descansar 1 mes como mínimo. Por lo general en ese mes se suplementa con glutamina para regenerar los músculos o se suspende la suplementación, y nunca se debe suspender el ejercicio, ya que es este el complemento de la creatina acompañado de altas dosis de agua debido a que la creatina es un alto receptor de líquidos. La suplementación de creatina durante 8 semanas no se ha asociado con problemas de salud, pero no existen estudios de su efecto en dosificaciones realizadas durante largos períodos. En la fase de mantenimiento puede sugerirse que se consuma la creatina posteriormente a la actividad física.

## Efectos secundarios
No ha podido demostrarse con estudios de población de atletas sometidos a la ingesta de creatina que ésta afecte a la función renal. Existe una controversia entre los investigadores acerca de si la creatina provoca un aumento del peso corporal debido a su función anabólica sobre las fibras rápidas y a su influencia sobre el aumento del glucógeno muscular. Este efecto se ha demostrado en varones pero no hay estudios realizados sobre mujeres. Los efectos de aumento de peso han sido achacados (sin ser demostrados) a posibles efectos de retención de líquidos. Se han reportado casos en los que la ingesta de creatina ha provocado trastornos gástricos (diarrea), o ligeros calambres musculares, pero no existen evidencias sensibles que demuestren su causa.
Se ha publicado (The New England Journal of Medicine vrol. 340:814-815 n.10) que en ciertos casos modifica el carácter y temperamento emocional de quien la consume. Antes de comenzar la administración de esta sustancia es imperioso asesorarse por profesionales idóneos acerca de la dosificación correspondiente y ser supervisado regularmente por medio de exámenes complementarios. Es muy recomendable consumir al menos 1'5 litros de líquido a diario o como sea posible, ya que se han presentado en algunos casos, desmayos, estreñimiento y deshidratación debido a la retención de líquidos causado por los suplementos de creatina. En marzo del 2015 un estudio publicado por el British Journal of Cancer desmintió una posible relación entre el consumo de suplementos que contienen creatina y el cáncer testicular.